# Pierrefontaine-les-Varans
Ne doit pas être confondu avec Pierrefontaine-lès-Blamont.
Pierrefontaine-les-Varans est une commune française située dans le département du Doubs, la région culturelle et historique de Franche-Comté et la région administrative Bourgogne-Franche-Comté. 
Ses habitants se nomment les Pétrifontains et Pétrifontaines.

## Géographie

### Hydrographie
Le ruisseau du Val prend sa source au sud-est du village, au pied d'une falaise calcaire, et va se jeter dans la Reverotte après avoir dévalé 140 mètres de dénivelé créant de belles cascades.
La Reverotte, quant à elle, longe la commune au sud et rejoint le Dessoubre en rive gauche à Gigot.

### Toponymie

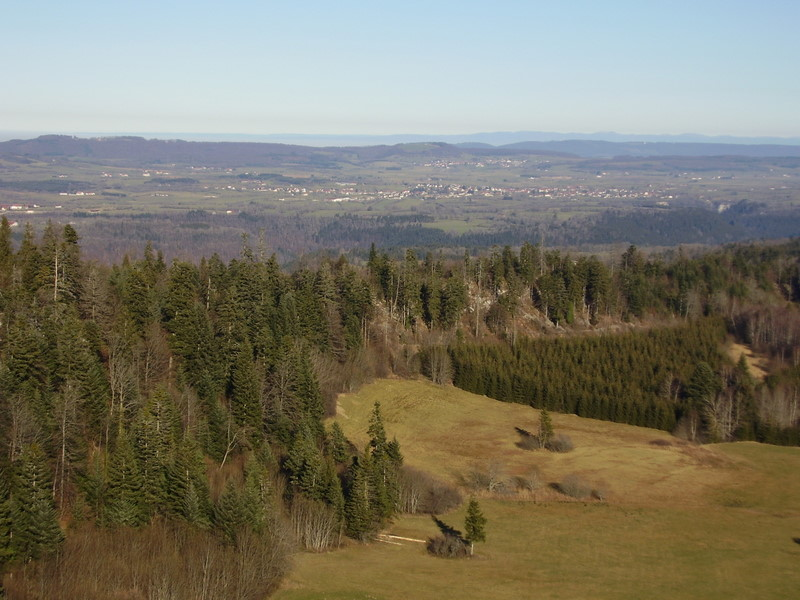
Pierrefontaine vu de la Roche Barchey

Pierrefontainne en 1266 ; Pierrefontaine en 1339 ; Pierrefontenne en 1390 ; Pierrefontaine-en-Varest en 1424 ; Pierrefontaine-en-Varaiz en 1626 ; Pierrefontaine-lez-Vautran en 1754. Devenu officiellement Pierrefontaine-les-Varans par décret du 22 janvier 1962.
Pierrefontaine-les-Varans est situé dans l'est du Doubs, à 52 km de Besançon et 55 km de Montbéliard.

### Climat
Pour des articles plus généraux, voir Climat de la Bourgogne-Franche-Comté et Climat du Doubs.
En 2010, le climat de la commune est de type climat de montagne, selon une étude du Centre national de la recherche scientifique s'appuyant sur une série de données couvrant la période 1971-2000. En 2020, Météo-France publie une typologie des climats de la France métropolitaine dans laquelle la commune est exposée à un climat de montagne ou de marges de montagne et est dans la région climatique  Jura, caractérisée par une forte pluviométrie en toutes saisons (1 000 à 1 500 mm/an), des hivers rigoureux et un ensoleillement médiocre. 
Pour la période 1971-2000, la température annuelle moyenne est de 8,4 °C, avec une amplitude thermique annuelle de 16,9 °C. Le cumul annuel moyen de précipitations est de 1 363 mm, avec 12,8 jours de précipitations en janvier et 11,1 jours en juillet. Pour la période 1991-2020, la température moyenne annuelle observée sur la station météorologique installée sur la commune est de 8,8 °C et le cumul annuel moyen de précipitations est de 1 376,5 mm. 
La température maximale relevée sur cette station est de 39,3 °C, atteinte le 31 juillet 1983 ; la température minimale est de −31,9 °C, atteinte le 9 janvier 1985,,. 
| Mois                                  | jan.             | fév.             | mars           | avril          | mai             | juin          | jui.            | août            | sep.          | oct.           | nov.         | déc.          | année      |
| ------------------------------------- | ---------------- | ---------------- | -------------- | -------------- | --------------- | ------------- | --------------- | --------------- | ------------- | -------------- | ------------ | ------------- | ---------- |
| Température minimale moyenne (°C)     | −3,4             | −3,8             | −0,7           | 2,1            | 6,2             | 9,8           | 11,4            | 11              | 7,4           | 4,4            | 0,1          | −2,5          | 3,5        |
| Température moyenne (°C)              | 0,8              | 1                | 4,5            | 7,9            | 11,9            | 15,7          | 17,4            | 17,3            | 13,1          | 9,5            | 4,5          | 1,5           | 8,8        |
| Température maximale moyenne (°C)     | 4,9              | 5,8              | 9,7            | 13,7           | 17,7            | 21,6          | 23,4            | 23,5            | 18,9          | 14,7           | 9            | 5,6           | 14         |
| Record de froid (°C) date du record   | −31,9 09.01.1985 | −29,2 08.02.1953 | −23,5 02.03.05 | −11 21.04.1991 | −7,4 08.05.1953 | −2 28.06.1962 | −1 07.07.1962   | −0,5 31.08.1995 | −5 30.09.1995 | −10,5 25.10.03 | −20 30.11.10 | −24 24.12.01  | −31,9 1985 |
| Record de chaleur (°C) date du record | 19 30.01.02      | 24 29.02.1960    | 23,9 31.03.21  | 27 21.04.18    | 30,5 25.05.09   | 35,7 18.06.22 | 39,3 31.07.1983 | 36,5 13.08.03   | 32 03.09.1962 | 28,5 07.10.09  | 23 08.11.15  | 22 16.12.1989 | 39,3 1983  |
| Précipitations (mm)                   | 108,9            | 98,3             | 99,9           | 101            | 127,8           | 112,4         | 112,8           | 121             | 105           | 129            | 125,6        | 134,8         | 1 376,5    |

| Diagramme climatique                                  |             |             |            |              |              |               |           |            |            |           |              |
| J                                                     | F           | M           | A          | M            | J            | J             | A         | S          | O          | N         | D            |
| 4,9−3,4108,9                                          | 5,8−3,898,3 | 9,7−0,799,9 | 13,72,1101 | 17,76,2127,8 | 21,69,8112,4 | 23,411,4112,8 | 23,511121 | 18,97,4105 | 14,74,4129 | 90,1125,6 | 5,6−2,5134,8 |
| Moyennes : • Temp. maxi et mini °C • Précipitation mm |             |             |            |              |              |               |           |            |            |           |              |

Les paramètres climatiques de la commune ont été estimés pour le milieu du siècle (2041-2070) selon différents scénarios d'émission de gaz à effet de serre à partir des nouvelles projections climatiques de référence DRIAS-2020. Ils sont consultables sur un site dédié publié par Météo-France en novembre 2022.

## Urbanisme

### Typologie
Au 1er janvier 2024, Pierrefontaine-les-Varans est catégorisée commune rurale à habitat dispersé, selon la nouvelle grille communale de densité à 7 niveaux définie par l'Insee en 2022.
Elle est située hors unité urbaine et hors attraction des villes,.

### Occupation des sols
L'occupation des sols de la commune, telle qu'elle ressort de la base de données européenne d’occupation biophysique des sols Corine Land Cover (CLC), est marquée par l'importance des territoires agricoles (67,1 % en 2018), en diminution par rapport à 1990 (70,1 %). La répartition détaillée en 2018 est la suivante : 
prairies (38,8 %), forêts (26,6 %), terres arables (26,1 %), zones urbanisées (5,1 %), zones agricoles hétérogènes (2,3 %), zones humides intérieures (1,1 %). L'évolution de l’occupation des sols de la commune et de ses infrastructures peut être observée sur les différentes représentations cartographiques du territoire : la carte de Cassini (XVIIIe siècle), la carte d'état-major (1820-1866) et les cartes ou photos aériennes de l'IGN pour la période actuelle (1950 à aujourd'hui).

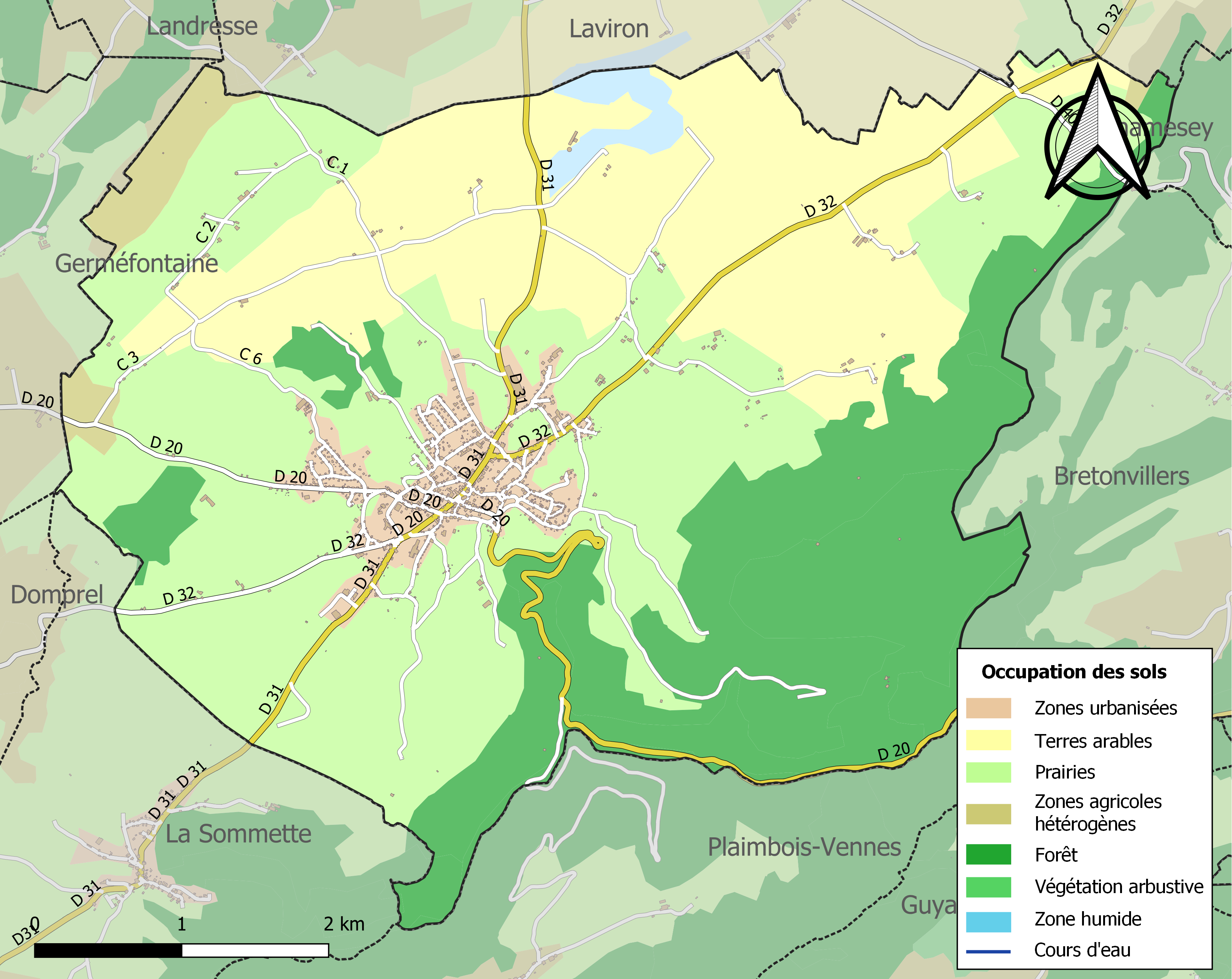
Carte des infrastructures et de l'occupation des sols de la commune en 2018 (CLC).

## Histoire

### Héraldique
Les armes de Pierrefontaine-les-Varans se blasonnent ainsi :
Ecartelé : Au premier, de gueules au croissant d'argent, au deuxième et au troisième, d'or à la croix ancrée d'azur, au quatrième, de gueules à l'étoile d'argent

## Politique et administration
| Période                                  | Période  | Identité              | Étiquette | Qualité     |
| ---------------------------------------- | -------- | --------------------- | --------- | ----------- |
| 1977                                     | 1983     | Pierre Chopard        |           | Retraité    |
| mars 2001                                | mai 2020 | François Cucherousset | DVD       | Agriculteur |
| mai 2020                                 | En cours | Daniel Prieur         |           | Agriculteur |
| Les données manquantes sont à compléter. |          |                       |           |             |

## Démographie
L'évolution du nombre d'habitants est connue à travers les recensements de la population effectués dans la commune depuis 1793. Pour les communes de moins de 10 000 habitants, une enquête de recensement portant sur toute la population est réalisée tous les cinq ans, les populations de référence des années intermédiaires étant quant à elles estimées par interpolation ou extrapolation. Pour la commune, le premier recensement exhaustif entrant dans le cadre du nouveau dispositif a été réalisé en 2005.

En 2022, la commune comptait 1 361 habitants, en évolution de −3,75 % par rapport à 2016 (Doubs : +1,88 %, France hors Mayotte : +2,11 %).
| 1793  | 1800  | 1806  | 1821  | 1831  | 1836  | 1841  | 1846  | 1851  |
| ----- | ----- | ----- | ----- | ----- | ----- | ----- | ----- | ----- |
| 1 007 | 1 132 | 1 034 | 1 206 | 1 111 | 1 184 | 1 206 | 1 219 | 1 211 |

| 1856  | 1861  | 1866  | 1872  | 1876  | 1881  | 1886  | 1891  | 1896  |
| ----- | ----- | ----- | ----- | ----- | ----- | ----- | ----- | ----- |
| 1 076 | 1 131 | 1 145 | 1 063 | 1 018 | 1 068 | 1 088 | 1 046 | 1 010 |

| 1901  | 1906  | 1911 | 1921 | 1926 | 1931  | 1936  | 1946  | 1954  |
| ----- | ----- | ---- | ---- | ---- | ----- | ----- | ----- | ----- |
| 1 040 | 1 010 | 991  | 949  | 974  | 1 037 | 1 057 | 1 119 | 1 160 |

| 1962  | 1968  | 1975  | 1982  | 1990  | 1999  | 2005  | 2006  | 2010  |
| ----- | ----- | ----- | ----- | ----- | ----- | ----- | ----- | ----- |
| 1 289 | 1 412 | 1 501 | 1 538 | 1 505 | 1 351 | 1 279 | 1 280 | 1 365 |

| 2015  | 2020  | 2022  | - | - | - | - | - | - |
| ----- | ----- | ----- | - | - | - | - | - | - |
| 1 394 | 1 384 | 1 361 | - | - | - | - | - | - |

## Lieux et monuments
- Statue de la Sainte Vierge.
- Monument aux morts.
- L'église Notre-Dame-de-l'Assomption en totalité  est inscrite à l'inventaire des monuments historiques depuis 1991. Elle a été construite entre 1782 et 1787[21],[22].
- La source et la cascade du Val.
- La vallée de la Reverotte.
- Un téléski est implanté au lieu-dit le Tartot, il s'étire entre 736 et 812 mètres d'altitude.

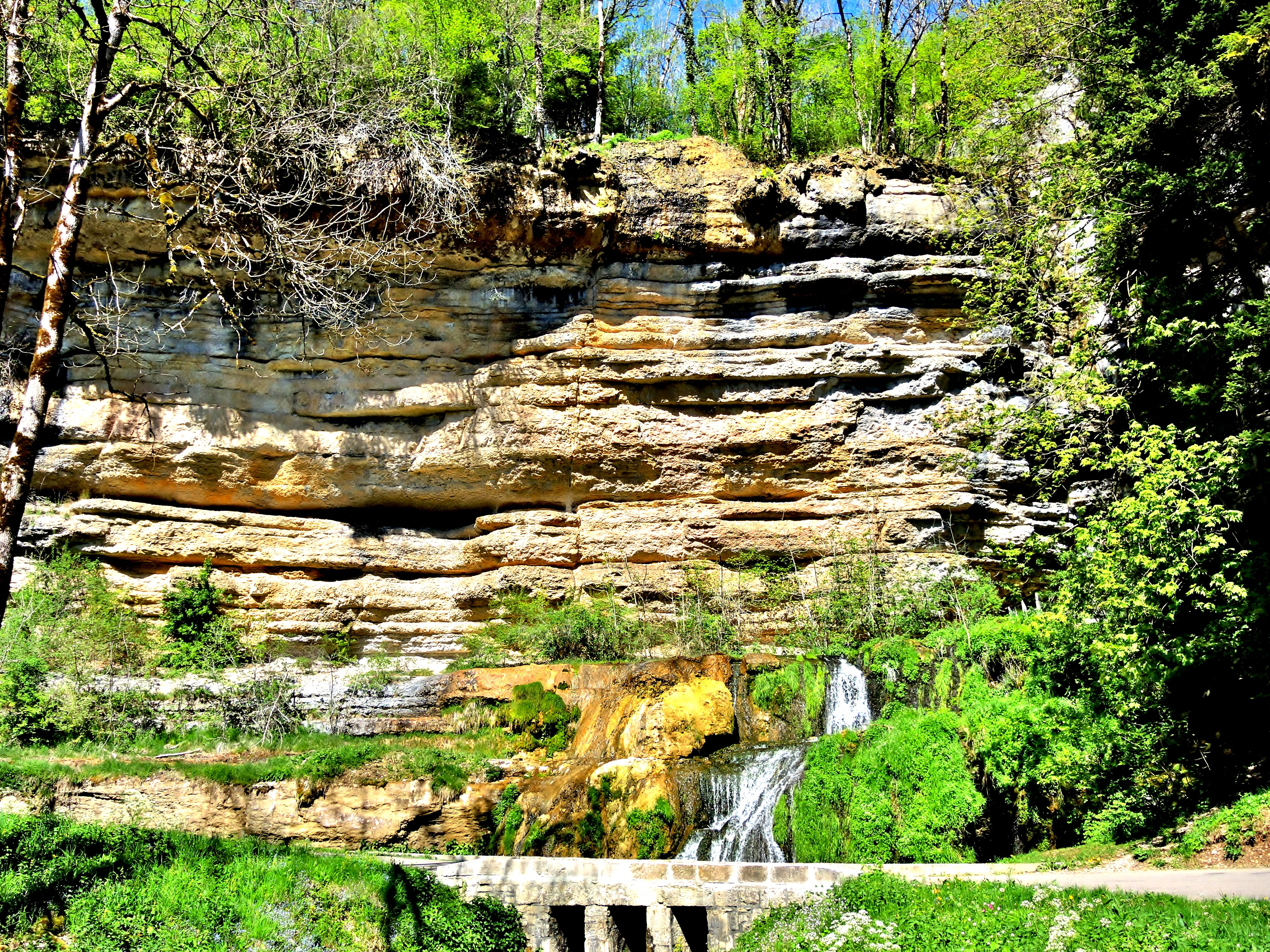
Source du Val.
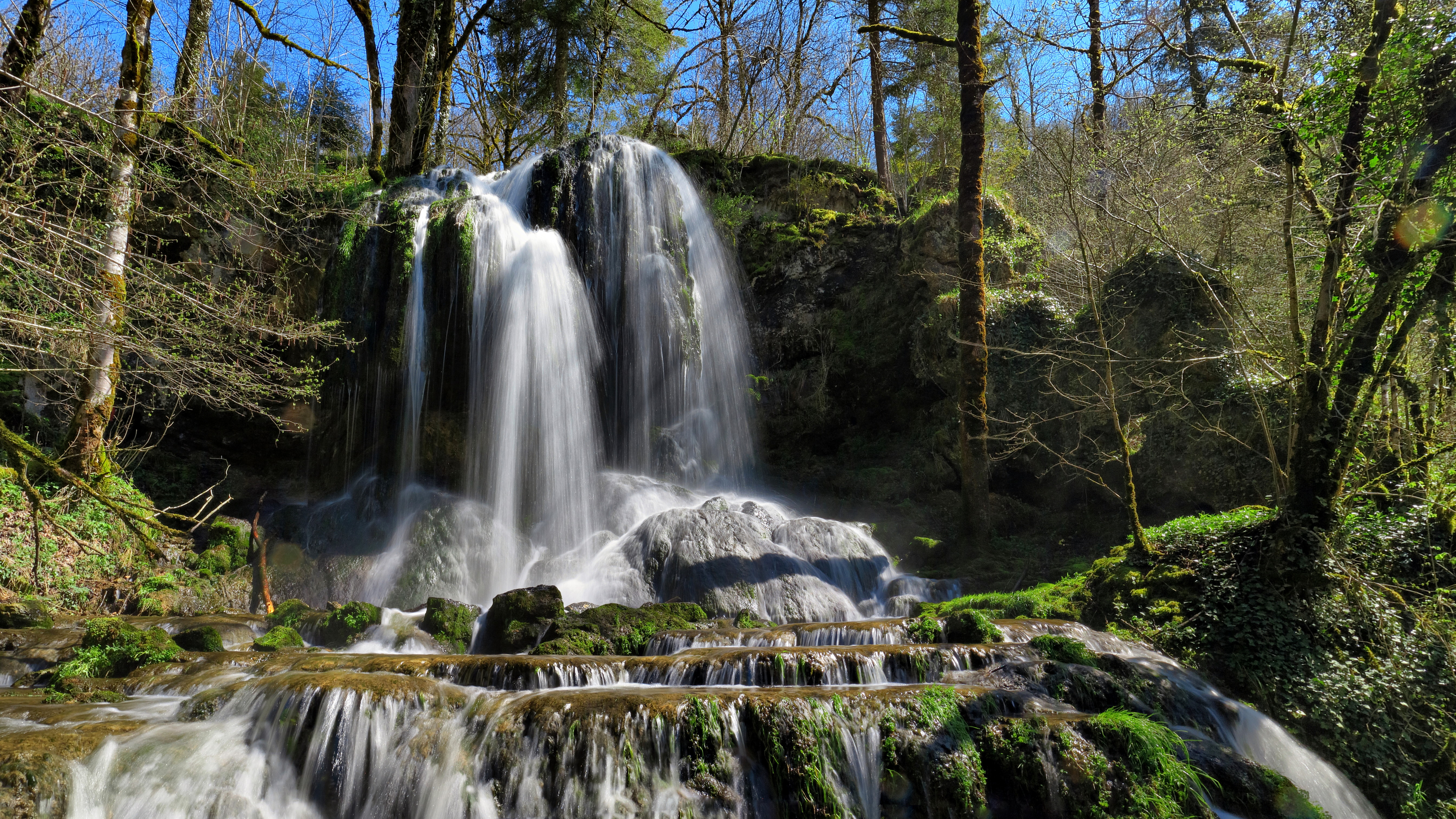
Cascade du Val
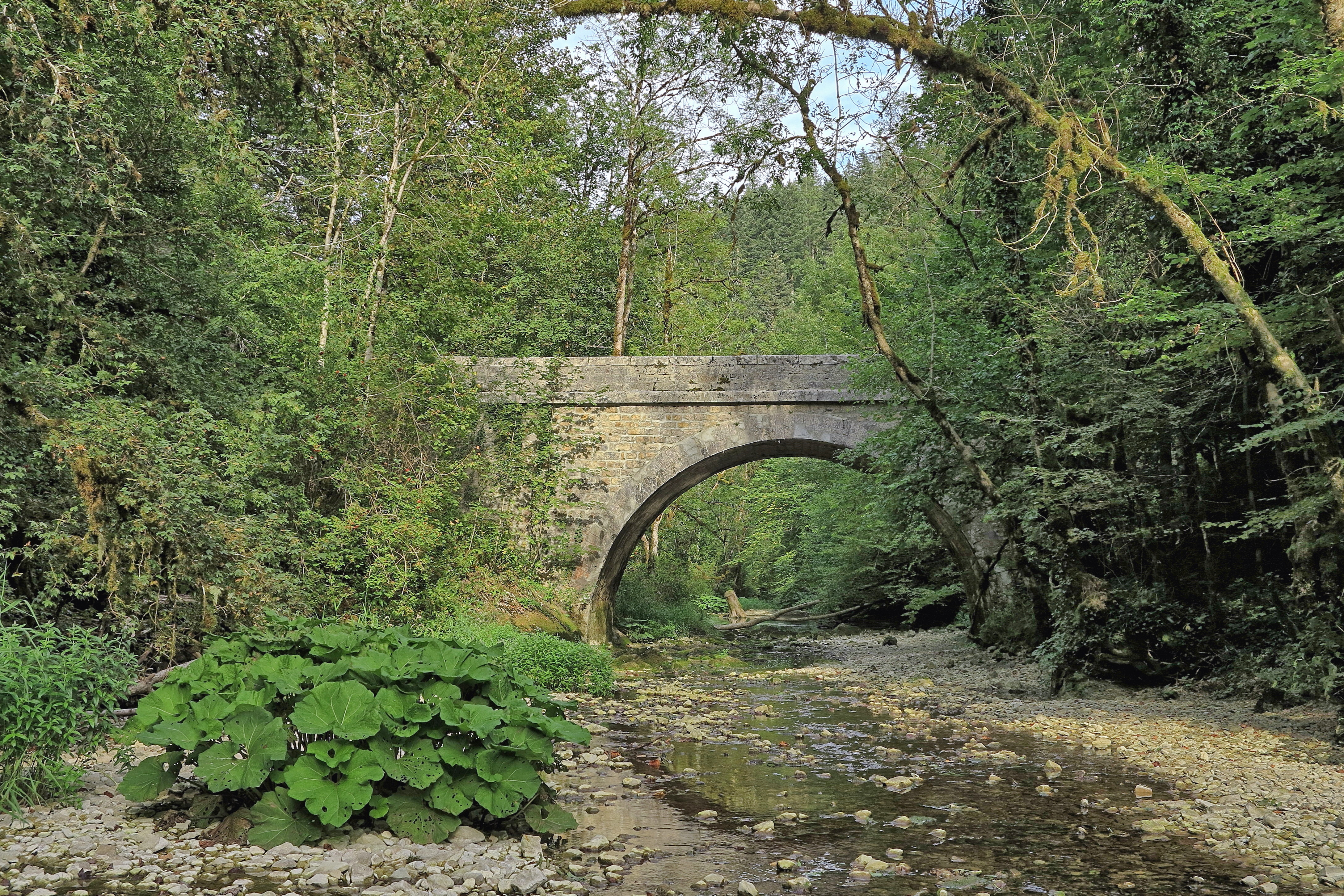
Pont sur la Reverotte.

## Culture
Depuis 1997 a lieu sur la commune le festival Les Celtivales consacré à la musique celtique. De nombreuses personnalités s'y sont succédé : Tri yann (1997, 2002, 2006, 2016), Alan Stivell (1998), Matmatah (1998), Armens (1999), Merzhin (2000, 2002, 2016), Soldat Louis (2000, 2005, 2009 pour ses 20 ans, 2016), The Silencers (2001, 2005), Mes Souliers sont Rouges (2003, 2022), Gilly Mac Pherson (2003), Dan Ar Braz (2004), Aldebert (2006), Blankass (2006, 2012), Miossec (2007), Higelin (2010), Nolwenn Leroy (2011), Les Fatals Picards (2013, 2019), les Celtas Cortos (2013), Babylon Circus (2014), Les Têtes Raides (2014), Celkilt (2014, 2019), Ramoneurs de Menhirs (2016), Manau (2018).

## Personnalités liées à la commune
- Émile Vincent, homme politique
- Jules Vuillemin, philosophe français spécialiste de la théorie de la connaissance, professeur et ami de Jacques Bouveresse, également proche de Michel Foucault, était originaire de la commune